# Cathestecum
Cathestecum là một chi thực vật có hoa trong họ Hòa thảo (Poaceae).

## Loài
Chi Cathestecum gồm các loài: